# Campeonato de Segunda División de Costa Rica (2011-2012)
Será la LXX versión del torneo. La temporada 2011-2012 estará compuesta por 20 equipos, divididos en 2 grupos de 10 equipos cada uno, compuestos sobre la base de la ubicación geográfica. La temporada tendrá la particularidad de que subirá el campeón y habrá un repechaje entre el subcampeón y el último lugar de la Primera División de Costa Rica, el ganador de esa serie estará en primera el próximo año y el perdedor jugará en segunda división, esto se debe a la desafiliación del equipo de Barrio México en primera división; por otro lado descenderán los dos últimos lugares de la tabla general a Primera División de LINAFA y solo ascenderá uno de esa categoría, buscando con esto que haya 18 equipos para la temporada 2012-2013.

## Torneo de Apertura
- Campeonato de Apertura Segunda División (2011-2012)

## Torneo de Clausura
- Campeonato de Clausura Segunda División (2011-2012)

## Tabla General 2011 - 2012
|  |     | Club                     | PTS | PJ | PG | PE | PP | GF | GC | GD  |
|  | --- | ------------------------ | --- | -- | -- | -- | -- | -- | -- | --- |
|  | 1.  | Jacó Rays FC             | 55  | 26 | 17 | 4  | 5  | 59 | 36 | +23 |
|  | 2.  | UCR                      | 51  | 26 | 16 | 3  | 7  | 58 | 35 | +23 |
|  | 3.  | A.D. Guanacasteca        | 50  | 26 | 15 | 5  | 6  | 54 | 28 | +26 |
|  | 4.  | C.S. Uruguay de Coronado | 48  | 26 | 14 | 6  | 6  | 48 | 27 | +21 |
|  | 5.  | A.D. Carmelita           | 45  | 26 | 12 | 9  | 5  | 53 | 30 | +23 |
|  | 6.  | A.D. Ramonense           | 45  | 26 | 12 | 9  | 5  | 42 | 24 | +18 |
|  | 7.  | La Suerte                | 43  | 26 | 13 | 4  | 9  | 51 | 34 | +17 |
|  | 8.  | A.D.M. Turrialba         | 43  | 26 | 13 | 4  | 9  | 49 | 44 | +5  |
|  | 9.  | Saprissa de Corazón      | 40  | 26 | 11 | 7  | 8  | 51 | 41 | +10 |
|  | 10. | AS Puma Generaleña       | 39  | 26 | 11 | 6  | 9  | 41 | 37 | +4  |
|  | 11. | Liberia                  | 35  | 26 | 10 | 5  | 11 | 41 | 43 | -2  |
|  | 12. | Municipal Grecia         | 34  | 26 | 9  | 7  | 10 | 36 | 43 | -7  |
|  | 13. | Cariari                  | 33  | 26 | 8  | 9  | 9  | 41 | 46 | -5  |
|  | 14. | Barrio México            | 30  | 26 | 7  | 9  | 10 | 28 | 38 | -10 |
|  | 15. | Coto Brus                | 26  | 26 | 7  | 5  | 14 | 37 | 53 | -16 |
|  | 16. | Aserrí FC                | 25  | 26 | 7  | 4  | 15 | 28 | 44 | -16 |
|  | 17. | Escazuceña               | 23  | 26 | 5  | 8  | 13 | 27 | 55 | -28 |
|  | 18. | Cartagena                | 22  | 26 | 6  | 4  | 16 | 31 | 56 | -25 |
|  | 19. | Paraíso Total            | 22  | 26 | 6  | 4  | 16 | 22 | 45 | -23 |
|  | 20. | Guajira                  | 12  | 26 | 2  | 6  | 18 | 31 | 69 | -38 |

Pts – Puntos; PJ – Partidos Jugados; PG - Partidos Ganados; PE - Partidos Empatados; PP - Partidos Perdidos; GF – Goles a Favor; GC – Goles en Contra; DG – Diferencia de Goles
|  |                            |
|  | Ascenso a Primera División |

|  |                   |
|  | Descenso a LINAFA |

## Finales

### Torneo de Apertura
Ida 